# Rongi
Rongi (Kinyarwanda Umurenge wa Rongi) ist einer von zwölf Sektoren im Distrikt Muhanga in der Südprovinz von Ruanda.

## Geographie
Rongi hat eine Fläche von 82 km². Der Sektor unterteilt sich in die fünf Zellen Gasagara, Gasharu, Karambo, Nyamirambo und Ruhango. Nachbarsektoren sind im Norden Mataba, im Nordosten Minazi, im Osten Coko, im Südosten Ruli, im Süden Kiyumba, im Südwesten Kibangu und im Nordwesten Nyabinoni. Die Ostgrenze des Sektors bildet der Fluss Nyabarongo, der zudem die Grenze zwischen der Süd- und Nordprovinz bildet. Innerhalb der Zelle Ruhango im Westen des Sektors befindet sich der Busagawald. Dieser wird von BirdLife International als der neueste der Stand Juli 2025 acht Important Bird Areas in Ruanda gelistet, nachdem dort im Jahr 2022 nistende Kappengeier (Necrosyrtes monachus) beobachtet wurden, die von der IUCN („Weltnaturschutzunion“) global als vom Aussterben bedroht eingestuft werden. Der Wald hat eine Fläche von etwa 152 Hektar und liegt zwischen 1900 und 2200 Metern Höhe.

## Bevölkerung
Nach der Volkszählung von 2022 betrug die Einwohnerzahl 29.389 Einwohner. Zehn Jahre zuvor waren es 26.851, was einer jährlichen Bevölkerungszunahme von 0,91 Prozent zwischen 2012 und 2022 entspricht. Der Sektor ist ländlich geprägt.

## Verkehr
Durch den Osten des Sektors verläuft etwa entlang des Nyabarongo die Stand 2022 nicht asphaltierte Nationalstraße 17.